# Daniel Myrick
Pour les articles homonymes, voir Myrick.
Daniel Myrick, né le 30 septembre 1963 à Sarasota, Floride (États-Unis), est un réalisateur, scénariste, monteur, directeur de la photographie et producteur américain.

## Biographie
Daniel Myrick se passionne pour le paranormal. Ses deux films Le Projet Blair Witch et Ultimate Patrol ont des schémas similaires : dans les deux cas, un groupe d'occidentaux disparait dans la nature. L'équipe se destine à une mort inévitable sans se douter de ce qui l'attend. Dans Le projet Blair Witch, ce sont de jeunes adultes campeurs qui se retrouvent piégés dans une topographie transformée par de la sorcellerie. Dans Ultimate Patrol, c'est un commando de G.I. qui se perd dans une zone désertique en Afghanistan où se produisent des phénomènes paranormaux.

## Filmographie

### En tant que réalisateur

#### Films
- 1999 : Le Projet Blair Witch (The Blair Witch Project)
- 2007 : Believers
- 2008 : Solstice
- 2009 : Ultimate Patrol (The Objective)

#### Téléfilms
- 1999 : Curse of the Blair Witch
- 2004 : The Strand (vidéo)
- 2017 : Menace à domicile (Under the Bed)

#### Série télévisée
- 1997 : Split Screen

### En tant que scénariste

#### Films
- 1999 : Le Projet Blair Witch (The Blair Witch Project)
- 2009 : Ultimate Patrol (The Objective)

#### Téléfilms
- 1999 : Curse of the Blair Witch
- 2004 : The Strand (vidéo)
- 2017 : Menace à domicile (Under the Bed)

### En tant que monteur

#### Films
- 1999 : All Shook Up
- 1999 : Le Projet Blair Witch (The Blair Witch Project)

#### Téléfilms
- 2004 : The Strand (vidéo)

### En tant que directeur de la photographie
Téléfilm
- 2004 : The Strand (vidéo)

### En tant que producteur
Films
- 2000 : Blair Witch 2 : Le Livre des ombres (Book of Shadows: Blair Witch 2)
- 2010 : The Presence